# YouTuber
Một YouTuber là một nhân vật trực tuyến và/hoặc những người có ảnh hưởng (influencer) sản xuất video trên nền tảng chia sẻ video YouTube, thường đăng lên kênh YouTube cá nhân của họ. Thuật ngữ này lần đầu tiên được sử dụng trong tiếng Anh vào năm 2006.

## Ảnh hưởng

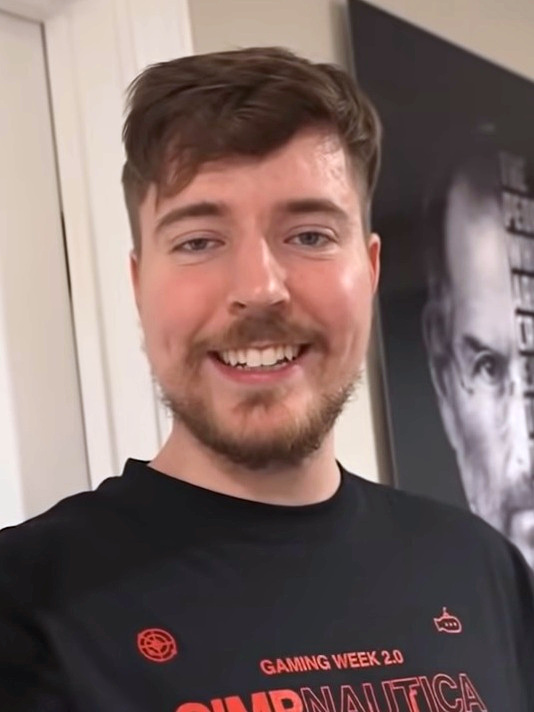
MrBeast, hiện có kênh được đăng ký nhiều thứ hai trên nền tảng này, là YouTuber độc lập được đăng ký nhiều nhất.

Những YouTuber có ảnh hưởng thường được mô tả là những người nổi tiếng vi mô (microcelebrity). Vì YouTube được coi là một nền tảng video truyền thông xã hội từ dưới lên (bottom-up), nên những người nổi tiếng vi mô dường như không có liên quan đến hệ thống văn hóa thương mại đã được thiết lập của người nổi tiếng, mà trông như thể là tự quản và độc lập. Từ đó, điều này dẫn đến việc các YouTuber được coi là đáng tin cậy và chân thực hơn, cũng được thúc đẩy bởi sự kết nối trực tiếp giữa người sản xuất video và người xem qua phương tiện YouTube.
Vào năm 2014, Đại học Nam California đã khảo sát những người 13–18 tuổi ở Hoa Kỳ về việc liệu 10 người nổi tiếng trên YouTube hay 10 người nổi tiếng truyền thống có ảnh hưởng hơn các nhân vật nổi tiếng trên YouTube chiếm năm vị trí đầu tiên của bảng xếp hạng, trong đó hai nhân vật đằng sau kênh Smosh được xếp hạng là có ảnh hưởng nhất. Nó được thực hiện một lần nữa vào năm 2015 và tìm ra sáu YouTuber xếp hạng cao nhất, với KSI được xếp hạng là người có ảnh hưởng nhất. Một số YouTuber nổi tiếng và tầm ảnh hưởng của họ cũng là đối tượng cho các nghiên cứu khoa học, chẳng hạn như Zoella và PewDiePie. Nhiều nghiên cứu vào cuối những năm 2010 cho thấy YouTuber là nghề nghiệp được nhiều trẻ em mong muốn có nhất.
Tầm ảnh hưởng của các YouTuber cũng đã mở rộng ra ngoài nền tảng. Một số đã mạo hiểm tham gia vào các hình thức truyền thông chính thống, chẳng hạn như Liza Koshy, người đã dẫn chương trình Nickelodeon Double Dare sau khi nó được sản xuất lại và đóng vai chính trong bộ phim hài–khiêu vũ Work It của Netflix. Năm 2019, Ryan's Mystery Play-date, một chương trình có sự tham gia của Ryan Kaji, người dẫn chương trình lúc đó mới bảy tuổi đằng sau kênh vlog và đánh giá đồ chơi Ryan's World, đã bắt đầu phát sóng trên Nick Jr.; cuối năm đó, NBC ra mắt A Little Late with Lilly Singh trong khung giờ 1:35 sáng ET. Sự nổi tiếng trên mạng của Singh được coi là lý do khiến đồng chủ tịch NBC Entertainment lúc bấy giờ là George Cheeks chọn cô làm người dẫn chương trình. Ngoài việc mở rộng sang các hình thức truyền thông khác, một số YouTuber đã sử dụng ảnh hưởng của mình để gây quỹ từ thiện hoặc lên tiếng về các vấn đề xã hội. Những ví dụ đáng chú ý bao gồm MrBeast và Mark Rober, những người đã giúp quyên góp được hơn 20 triệu đô la với chiến dịch Team Trees của họ, và Felipe Neto, người đã công khai chỉ trích tổng thống Brazil Jair Bolsonaro vì phản ứng của ông đối với đại dịch COVID-19. Vào năm 2020, Time đã nêu danh Neto và người bạn YouTuber JoJo Siwa vào danh sách 100 người có ảnh hưởng nhất thế giới hàng năm.
Do mức độ ảnh hưởng này, Robert Hovden đã lý luận về việc tạo ra một chỉ số mới tương tự như chỉ số g và chỉ số h để đánh giá sản lượng và tác động của một người ở trên YouTube.

## Kiếm tiền

Tổng thu nhập hàng năm của mười tài khoản YouTuber hàng đầu, và thu nhập của một tài khoản có thu nhập cao nhất.

Các YouTuber có thể kiếm thu nhập từ Google AdSense. Ngoài ra, họ có thể bổ sung vào thu nhập của mình bằng cách tiếp thị liên kết, bán hàng merch, và trở thành thành viên của các ứng dụng bên thứ ba bằng cách sử dụng các nền tảng như Patreon. Những kênh phổ biến đã thu hút được các nhà tài trợ của nhiều công ty; họ trả tiền để được đưa vào video. Vào năm 2018, Walmart, Nordstrom, và những người khác đã tìm kiếm các ngôi sao trên YouTube và coi họ là những người có ảnh hưởng (influencer) để tiếp thị khách hàng.
Trong những ngày đầu của YouTube, không có cách nào để kiếm tiền từ video trên nền tảng này. Phần lớn nội dung trên trang mạng này là do những người có sở thích thì tự làm và sản xuất mà không có ý định kiếm tiền trên đây. Quảng cáo đầu tiên trên trang web này xuất hiện dưới dạng quảng cáo video có sự tham gia (participatory video ad), tức những video cho phép người dùng xem nội dung độc quyền bằng cách nhấp vào quảng cáo. Quảng cáo đầu tiên như vậy là dành cho chương trình Vượt ngục của Fox và chỉ xuất hiện ở trên các video của kênh YouTube của Paris Hilton. Vào thời điểm đó, kênh này được điều hành bởi Warner Bros. Records và được coi là kênh thương hiệu đầu tiên trên nền tảng này. Quảng cáo video có sự tham gia được thiết kế để quảng bá các chương trình khuyến mãi cụ thể và liên kết chúng đến các kênh cụ thể thay vì quảng cáo trên toàn bộ nền tảng cùng một lúc. Khi quảng cáo được giới thiệu vào tháng 8 năm 2006, Giám đốc điều hành YouTube Chad Hurley đã từ chối ý tưởng mở rộng sang các lĩnh vực quảng cáo được coi là ít thân thiện với người dùng hơn vào thời điểm đó, nói rằng: "chúng tôi nghĩ rằng có nhiều cách tốt hơn để mọi người tương tác với thương hiệu hơn là ép họ phải xem quảng cáo trước khi xem nội dung. Bạn có thể hỏi bất kỳ ai trên mạng xem họ có thích như thế không và họ chắc hẳn là sẽ nói không." Tuy nhiên, YouTube đã bắt đầu chạy quảng cáo trong video vào tháng 8 năm 2007, với quảng cáo chạy đầu video (quảng cáo trước khi video có thể được xem) được giới thiệu vào năm 2008. Vào tháng 12 năm 2007, YouTube đã khởi tạo Chương trình Đối tác (tiếng Anh: Partner Program), cho phép những kênh đáp ứng các tiêu chuẩn nhất định (hiện có 1000 người đăng ký và 4000 giờ xem công khai trong một năm qua) chạy quảng cáo trên video của họ và từ đó mà kiếm tiền. Chương trình Đối tác lần đầu tiên cho phép những nhà sáng tạo trên YouTube kiếm tiền từ nền tảng này.:7
Trong những năm 2010, khả năng các YouTuber trở nên giàu có và nổi tiếng nhờ thành công trên nền tảng này đã tăng lên đáng kể. Vào tháng 12 năm 2010, Business Insider đã ước tính rằng người có thu nhập cao nhất trên YouTube trong năm trước đó là Dane Boedigheimer, tác giả của sê-ri web Annoying Orange, với thu nhập khoảng $257.000. Năm năm sau, Forbes công bố danh sách đầu tiên về những người có thu nhập cao nhất trên YouTube, ước tính thu nhập của người có thu nhập cao nhất là PewDiePie trong năm tài chính trước đó là 12 triệu đô la Mỹ, nhiều hơn một số diễn viên nổi tiếng như Cameron Diaz hoặc Gwyneth Paltrow. Forbes ước tính rằng người có thu nhập cao thứ mười trong năm đó là Rosanna Pansino với 2,5 triệu đô la Mỹ. Năm đó, NME tuyên bố rằng "vlogging đã trở thành nghề kinh doanh lớn rồi." Việc các YouTuber trở nên giàu có nhanh chóng trong cộng đồng đã khiến một số người chỉ trích họ vì tập trung vào thu nhập hơn là sự sáng tạo và kết nối với những người hâm mộ của họ—điều mà một số người cho rằng là trọng tâm của nền tảng trước khi nó mở rộng kiếm tiền. Vào tháng 8 năm 2021, có thông tin cho rằng Kevin Paffrath đã kiếm được $5 triệu chỉ trong 3 tháng đầu năm 2021 và số liệu phân tích trên YouTube của anh cho thấy anh đã kiếm được "vài triệu" từ doanh thu quảng cáo trong vòng 12 tháng trước đó. Đến năm 2021, thu nhập của các YouTuber tăng còn nhiều hơn nữa, với Forbes ước tính rằng người có thu nhập cao nhất trong năm đó là MrBeast với $51 triệu.